# الجالدي (عمران)
الجالدي هي إحدى قرى الجمهورية اليمنية. وهي تتبع جغرافيًا لمحافظة عمران. وإداريًا لمديرية خارف. يبلغ تعداد سكانها 1187 نسمة حسب الإحصاء الذي جرى عام 2004.